# Taras Kutowyj

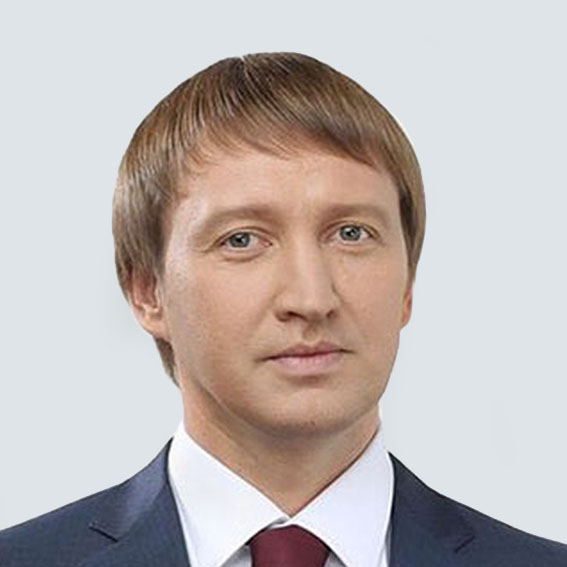
Taras Kutowyj

Taras Wiktorowytsch Kutowyj (ukrainisch Тарас Вікторович Кутовий; * 25. Februar 1976 in Kiew, Ukrainische SSR; † 21. Oktober 2019 bei Tarassenkowe, Ukraine) war ein ukrainischer Politiker. Kutowyj war von April 2016 bis zum 22. November 2018 Minister für Agrarpolitik und Lebensmittel der Ukraine.

## Leben
Taras Kutowyj erhielt 1997 an der Nationalen Akademie des Sicherheitsdienstes der Ukraine in Kiew die Hochschulbildung. Von 1997 bis 1999 war er Offizier des SBU. 1998 absolvierte er das Institut für Internationale Ökonomie der Nationalen Wadym-Hetman-Wirtschaftsuniversität Kiew. Er war Master of Business Administration, PhD.
Seit dem 12. Dezember 2012 war Taras Kutowyj Abgeordneter der Werchowna Rada.
Er war Parteimitglied der UDAR und wurde, nachdem sie sich mit dem Block Petro Poroschenko vereinigt hatte, dort Mitglied.
Nach einer Kabinettsumbildung am 14. April 2016 wurde Kutowyj, in Nachfolge von Oleksij Pawlenko, Minister für Agrarpolitik und Lebensmittel der Ukraine im Kabinett Hrojsman und blieb dies bis zum 22. November 2018.
Am 21. Oktober 2019 kam er auf dem Weg von Kiew in die Oblast Poltawa beim Absturz seines Robinson-R44-Hubschraubers in der Nähe der Ortschaft Tarassenkowe (Тарасенкове, Rajon Orschyzja) ums Leben.